# 5457 Queen's
5457 Queen's eller 1980 TW5 är en asteroid i huvudbältet som upptäcktes den 9 oktober 1980 av den amerikanska astronomen Carolyn S. Shoemaker vid Palomar-observatoriet. Den är uppkallad efter Queen's University.
Asteroiden har en diameter på ungefär 20 kilometer.